# Corydalis rupestris
Corydalis rupestris är en vallmoväxtart som beskrevs av Ky.. Corydalis rupestris ingår i släktet nunneörter, och familjen vallmoväxter. Inga underarter finns listade i Catalogue of Life.